# The Origin of Love (álbum)
The Origin Of Love —en español, El origen del amor— es el tercer álbum de estudio del cantante Mika. Su lanzamiento tuvo lugar el 16 de septiembre de 2012 bajo el sello de Island Records.
El primer sencillo del álbum es Elle Me Dit, la primera canción en francés de Mika. Fue lanzado en línea el 1 de julio de 2011. El 8 de junio de 2012, una segunda canción, titulada "Make You Happy", se estrenó en forma de cortometraje. El 15 de junio de 2012, Mika anunció el lanzamiento de "Celebrate", que cuenta con la colaboración de Pharrell Williams, como el primer sencillo de The Origin of Love.

## Información del álbum
Tras finalizar su gira mundial Mika comenzó a escribir y grabar material para su tercer álbum, afirmando que sería " pop más simple, con menos capas que el anterior".
El 17 de junio de 2011 Mika anunció el título del álbum, en una entrevista en francés. Declaró que el estilo musical de este nuevo álbum tendría elementos de Fleetwood Mac y Daft Punk.

## Grabación y producción
Para el álbum, Mika ha trabajado con numerosos compositores y productores como: Nick Littlemore de Empire of The Sun, Paul Steel, frYars, William Orbit, Doriand, Priscilla Renea, Hillary Lindsey, Ellie Goulding, Pharrell Williams, Benny Benassi, Martin Solveig, Åhlund Klas, Héctor Wayne, y Greg Wells.

## Sencillos
- "Elle Me Dit" (en español: Ella Me Dijo) Es el primer sencillo promocional del álbum en Francia. Fue dado a conocer aproximadamente un año antes del lanzamiento de The Origin Of Love. Como la letra de la canción está escrita enteramente en francés se creía que solo aparecería en la edición francesa, sin embargo más tarde se confirmó que también aparecería en la edición de lujo. La canción se presentó por primera vez a través de un preview de 12 segundos publicado en línea el 1 de julio de 2011; diez días más tarde se pondría a la venta la canción completa en la tienda en línea de iTunes Francia.[3] El sencillo fue muy exitoso allí alcanzando el puesto N.º 1 en todas las listas. La canción fue incluida en la edición estándar del disco en su versión en inglés, llamada "Emily".

- "Celebrate" Fue lanzado como el primer sencillo oficial de The Origin of Love el 15 de junio de 2012 ya que " Elle me dit ", fue lanzado sólo en países de habla francesa el 11 de julio de 2011.

El mensaje de la canción es claro - simplemente quiere todo el mundo para celebrar. La canción recibió críticas generalmente favorables de los críticos de música. Algunos lo llamaron una "gran canción del verano" y elogió a Pharrell para dar otra dimensión a la voz de Mika. Sin embargo, algunos críticos desestimó las voces procesadas de Mika y el ritmo de la canción. La canción ha trazado en la lista de singles del francés y de las Listas de Bélgica.[cita requerida]
- "Underwater" fue lanzado como tercer sencillo del álbum en Francia, y el segundo sencillo en Europa, el 23 de noviembre de 2012. El video musical de la canción fue filmado en Los Ángeles durante la tercera semana de octubre, y se estrenó el 21 de noviembre de 2012, apenas dos días antes del lanzamiento oficial del sencillo. El sencillo alcanzó el puesto # 134 en Francia, convirtiéndose en el peor de Mika solo se realiza en la región. El sencillo no será lanzado en el Reino Unido, y en cambio, la única obra de arte fue para el británico adapated liberación equivalente sencillo, "The Origin of Love".

- "The Origin Of Love" fue lanzado como segundo sencillo del álbum en el Reino Unido el 3 de diciembre de 2012. Llevó a la obra de arte misma como su lanzamiento europeo equivalente, "Underwater", pero fue corregido en gran medida por el juego de radio. El video musical de la versión original de la canción originalmente se estrenó el 15 de septiembre de 2012 y fue filmada en Chile. Contaba con escenas explícitas de un hombre y una mujer mantienen relaciones sexuales, mientras que en una relación amorosa. El video fue mostrado en canales de música británicos, pero fueron editadas, en sustitución de la versión original de la pista con la versión de radio.

- "Popular Song" fue lanzado como segundo sencillo del álbum en los Estados Unidos el 21 de diciembre de 2012. La canción fue muy editada para su lanzamiento como sencillo, completamente reorganizando la instrumentación, tempo y la eliminación de la improperios "Bitch" y "Shit" de la letra. La única versión también cuenta con Ariana Grande, en lugar de Priscilla Renea, que aparece en la versión del álbum. La única versión tiene un gran parecido a debut de Mika single, "Grace Kelly".

## Lista de canciones
Edición estándar

| Edición Estándar |                                            |                                                    |                                                           |          |  |
| N.º              | Título                                     | Escritor(es)                                       | Productor(es)                                             | Duración |  |
| 1.               | «Origin of Love»                           | Mika, Nick Littlemore, Paul Steel                  |                                                           | 4:37     |  |
| 2.               | «Lola»                                     | Mika, Benjamin Garrett, Jodi Marr                  |                                                           | 3:45     |  |
| 3.               | «Stardust»                                 | Mika, Alessandro "Alle" Benassi                    | Benny Benassi, Alessandro "Alle" Benassi, Nick Littlemore | 3:18     |  |
| 4.               | «Make You Happy»                           | Mika, Benjamin Garrett, Jodi Marr                  |                                                           | 3:36     |  |
| 5.               | «Underwater»                               | Mika, Nick Littlemore, Paul Steel                  |                                                           | 3:12     |  |
| 6.               | «Overrated»                                | Mika, Jodi Marr                                    |                                                           | 3:38     |  |
| 7.               | «Kids»                                     |                                                    | Mika, Nick Littlemore                                     | 3:04     |  |
| 8.               | «Love You When I'm Drunk»                  | Mika, Jodi Marr                                    |                                                           | 2:54     |  |
| 9.               | «Step with Me»                             |                                                    | Mika, Mathieu Jomphe, Hillary Lindse                      | 3:36     |  |
| 10.              | «Popular Song» (featuring Priscilla Renea) | Mika, Steven Schwartz, Jodi Marr , Priscilla Renea | Peter Hayes, Nick Littlemore                              | 3:20     |  |
| 11.              | «Emily»                                    | Mika, Doriand                                      |                                                           | 3:34     |  |
| 12.              | «Heroes»                                   | Mika, Alessandro "Alle" Benassi                    | Benny Benassi, Alessandro "Alle" Benassi                  | 3:16     |  |
| 13.              | «Celebrate» (featuring Pharrell Williams)  | Pharrell Williams, Mika, Ben Garrett               | Peter Hayes, Nick Littlemore                              | 3:08     |  |

Canciones alternativas de la edición estándar

| Canciones alternativas de la edición estándar |                               |                                   |                                    |          |  |
| N.º                                           | Título                        | Escritor(es)                      | Productor(es)                      | Duración |  |
| 14.                                           | «Make You Happy» (Miami Edit) | Mika, Benjamin Garrett, Jodi Marr | Greg Wells, Benjamin Garrett, Mika | 3:36     |  |

Canciones alternativas de la edición estándar francesa

| Canciones Alternativas de Edición Francesa |               |               |                  |          |  |
| N.º                                        | Título        | Escritor(es)  | Productor(es)    | Duración |  |
| 14.                                        | «Elle Me Dit» | Mika, Doriand | Greg Wells, Mika | 3:38     |  |

Adicionales (edición de lujo)

| Adicionales de la Edición de Lujo |                                      |                                      |                                             |          |  |
| N.º                               | Título                               | Escritor(es)                         | Productor(es)                               | Duración |  |
| 1.                                | «Celebrate» (Acoustic)               |                                      |                                             |          |  |
| 2.                                | «Origin of Love» (Acoustic)          |                                      |                                             |          |  |
| 3.                                | «Kids» (Acoustic)                    |                                      |                                             |          |  |
| 4.                                | «Love You When I'm Drunk» (Acoustic) |                                      |                                             |          |  |
| 5.                                | «Overrated» (Acoustic)               |                                      |                                             |          |  |
| 6.                                | «Elle Me Dit»                        | Mika, Doriand                        | Greg Wells, Mika                            | 3:38     |  |
| 7.                                | «Tah Dah»                            | Pharrell Williams, Mika, Jodi Marr   | Peter Hayes, Nick Littlemore                | 3:19     |  |
| 8.                                | «Stardust» (Benny Benassi Mix)       |                                      |                                             |          |  |
| 9.                                | «Celebrate» (Rivera Mix)             | Pharrell Williams, Mika, Ben Garrett | Peter Hayes, Nick Littlemore, Robbie Rivera | 5:09     |  |

Adicionales (edición de lujo francesa)

| Edición de Lujo Francesa |                                                  |                                           |             |          |  |
| N.º                      | Título                                           | Escritor(es)                              | Producer(s) | Duración |  |
| 1.                       | «Karen» (French Versión)                         | Mika, Doriand                             |             |          |  |
| 2.                       | «L'Amour Dans Le Mauvais Temps» (French Versión) | Mika, Doriand                             |             |          |  |
| 3.                       | «Un Soleil Mal Lune» (French Versión)            | Mika, Doriand                             |             |          |  |
| 4.                       | «Make You Happy» (Cherokee Remix)                | Mika, Benjamin Garrett, Jodi Marr         |             |          |  |
| 5.                       | «Celebrate» (Robbie Rivera Remix)                | Mika, Pharrell Williams, Benjamin Garrett |             |          |  |
| 6.                       | «Elle Me Dit» (BeatauCue Remix)                  | Mika, Doriand                             |             |          |  |
| 7.                       | «Make You Happy» (Miami Edit)                    | Mika, Benjamin Garrett, Jodi Marr         |             |          |  |
| 8.                       | «Tah Dah»                                        | Mika, Pharrell Williams, Jodi Marr        |             |          |  |